# 1970年世界博覽會交通
1970年世界博覽會交通將會記述在1970年舉行日本萬國博覽會（大阪萬博）期間，於會場內，以及來往萬博會場的交通。

## 概要
大阪萬博在1970年3月15日至9月13日會期期間（183日），入場人次達到64,218,770人，成為當時史上第二多人到訪的世界博覽會。人數之多使會場內外的交通運輸成為了一個主要部分。
在1965年9月14日決定舉行萬博後，翌月（10月）成立「財團法人日本萬國博覽會協會」，當時該協會的主要目的是在會期開始前進行必要的準備，其中之一是改善交通設施。
另外在該時候起，連同會場周邊的城市基建開始一同發展，因此也使一些與萬博沒有關係的交通設施和市區重建也同時進行翻新和發展。

## 萬博會場內的交通

### 單軌鐵路
在萬博會場內設有一條單軌鐵路線，該路線是一條環狀線。在1968年4月25日申請敷設許可，在5月15日提交了跨座式單軌鐵路的基本方案，在6月27日取得許可。在1968年8月23日至1970年3月13日進行建設工程。該單軌鐵路在開幕前日啟用，隨後一直營運至閉幕日，只於約半年的萬博會期期間行走。
在1970年3月14日舉行開幕式當天，出席開幕式的天皇、皇后、皇太子、皇太子妃和三笠宮夫妻在儀式後的下午2時乘坐單軌鐵路。在205號車輛成為了皇家列車，於該車內中央的14個座位被撤走，車廂地面鋪上了亮綠色的地毯，在通道中央設置了6個淡藍色特別座位，這些座位是來自大丸百貨店。

#### 設備
列車採用列車自動運行系統(ATO)，實際上由於安全性考慮，車門開關和按下出發按鈕需要由乘務員操作。在月台安裝了月台幕門，以防止乘客跌落路軌。在現在西第1停車場附近還有1條側線，用作留置線和檢修線。

#### 車輛
車輛設計由設計龜甲萬醬油瓶的設計師榮久庵憲司負責。
車頭為斜鼻式設計，設有3扇車窗。車身以白色作為基調。在車內沒有凸起部分，成為日本首座跨座式單軌鐵路。在最初的編成中，車頭燈上設有藍色帶，後來該藍色帶變細了。車內沒有空調設備（當時東京單軌鐵路也是沒有空調設備）。車窗是半打開式（不可以完全開啟）。在座位方面，一般上的日本鐵路會配上絨毛座位，可是為了考慮外國人乘坐，因此使用硬座。在編成一端的出入口附近設有四組雙人橫置座位，其他部分則配置單人橫置座位。
| 款式    | 100 | 200 | 300 | 400 |
| 類別    | Mc1 | M2  | M1  | Mc2 |
| ------- | --- | --- | --- | --- |
| 第1編成 | 101 | 201 | 301 | 401 |
| 第2編成 | 102 | 202 | 302 | 402 |
| 第3編成 | 103 | 203 | 303 | 403 |
| 第4編成 | 104 | 204 | 304 | 404 |
| 第5編成 | 105 | 205 | 305 | 405 |
| 第6編成 | 106 | 206 | 306 | 406 |

#### 閉幕後的單軌鐵路

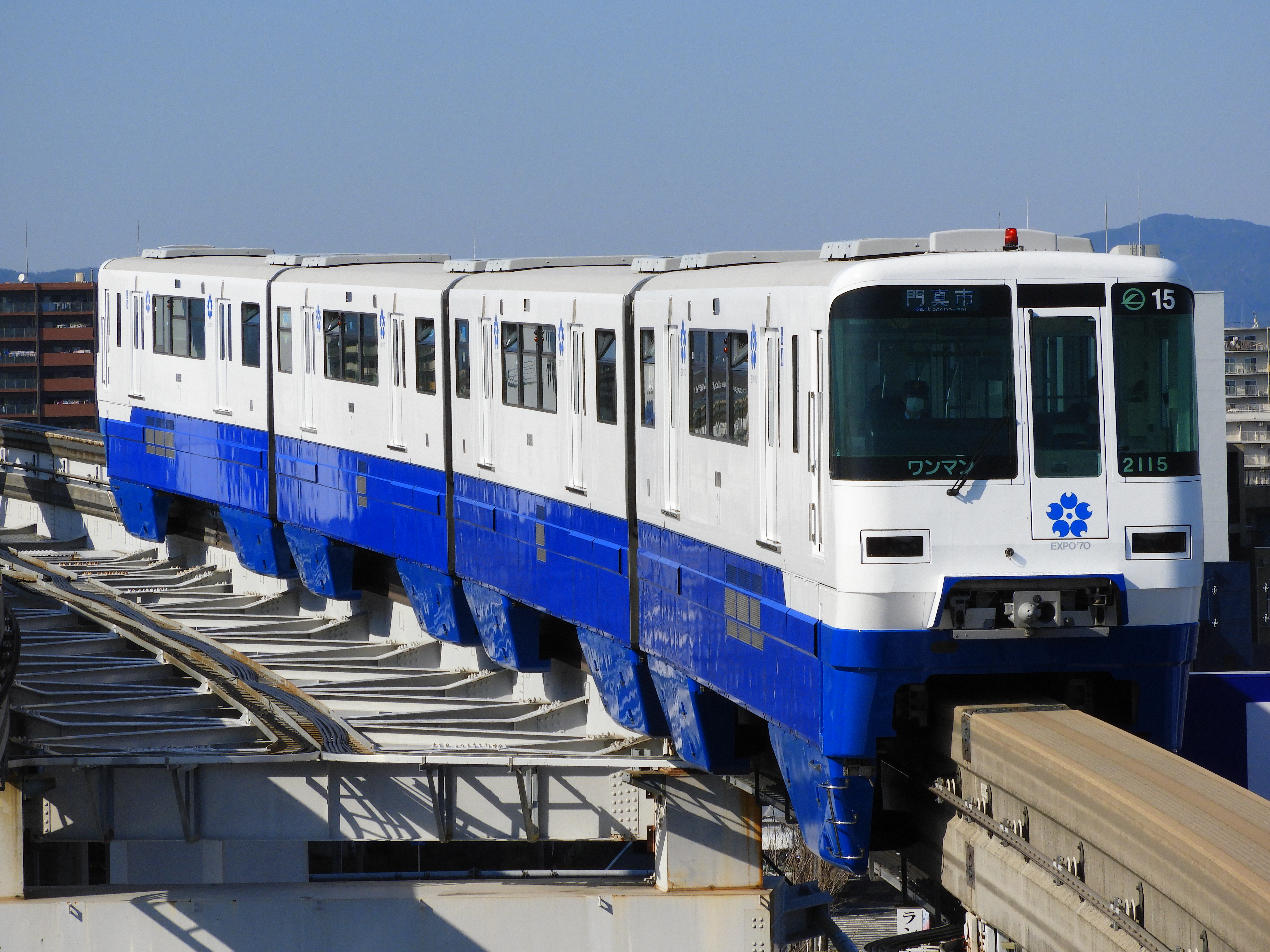
大阪單軌鐵路大阪高速鐵道2000系電動列車的車身塗裝復刻為萬博單軌鐵路的顏色

在結束營業後，曾經計劃把單軌鐵路遷移至橫濱市的兒童之國，可是由於一些因素使中止了遷移計劃。在萬博結束後，單軌鐵路車輛停放在檢車線內。所有車輛已經不存在，但是部分來自單軌鐵路的機器被用作翻新東急3000系電動列車 (第一代)之用。
東京急行電鐵（東急）母公司開設了新的單軌鐵路公司，該公司透過三井物產（萬博完結後的處理公司），計劃把24架車輛總值9億日圓，以及電力設備與軌道等14億日圓設備遷移至東急田園都市線上重用，後來這個計劃被中止。當時，參與設計萬博單軌鐵路的日立製作所交通事業部設施技術部長網本克巳表示，截至1968年1月尾，單軌鐵路總建設費為26億日圓，萬博協會已承擔19億日圓，東急已承擔7億日圓。而萬博協會、東急、三井物產和日立製作所已達成共識，在萬博會期後由東急承繼。而東急在1968至1974年之間進行土地整理工程，計劃在嶮山早野地區（即現時薄野和虹丘）建設帶有未來都市風格的市區，同時在該處計劃引入單軌鐵路。東急在1968年4月至9月制定小黑谷戶綜合開發計劃和江田站據點計劃。在當時的計劃中，包含了從嶮山早野地區出發，途經東急田園都市線江田站，連接至東邊的跨座式單軌鐵路路線。
在2020年，為了紀念大阪萬博50周年，大阪單軌鐵路2000系1抽編成的車身塗裝復刻了萬國博單軌鐵路車輛的塗裝。在同年3月15日起開始運行。

#### 路線資料
本節的參考資料

。
- 路線全長 : 4.49km
  - 本線全長 : 4.27km
  - 檢修線全長 : 0.22km
  - 高架區間 : 2.7km
  - 地面區間：1.6km
- 雙線區間 : 沒有
- 最小曲線半徑 : 60m
- 最大坡度 : 55‰
- 軌道：預應力混凝土（每節長10.8 - 21.6米，總數229條 本線218條、檢修線11條）
- 運行概況
  - 班次 :平日3分鐘1班，星期日及假日2分30秒1班
  - 運行方向 : 逆時計行走一圈
  - 運輸時段 : 4月28日前9:00 - 22:30，隨後8:30 - 23:00
  - 行走一圈所需時間 : 約15分鐘（包含7座車站停靠時間，平均每站停靠約40秒）
  - 1小時運輸量：通常15,000人，最多25,000人
  - 使用編成數目：平日5抽，假日6抽
- 車輛
  - 編成 : 4輛
  - 車長 : 車頭15,580mm，中間車廂14,000mm（包含連結部分700mm）
  - 載客量 : 540人（座位124人，最多承載967人）
  - 編成數 : 6抽
  - 起動加速度 3.0km/h/s
  - 設計最高時速 60km/h
  - 常用減速度 3.5km/h/s（最大）
  - 3.5km/h/s（緊急減速度）
  - 製造日期 : 1968年11月 - 1969年6月
  - 製造商 : 日立製作所、東急車輛製造、東芝
- 車站
  - 屋頂 : 帳篷
  - 月台長度 : 64.8m
  - 列表 : 中央口站 - Expoland站 (0.5km) - 東口站 (1.1km)  - 日本庭園站 (1.8km) - 北口站 (2.3km)  - 西口站 (3.0km) - 水曜廣場站 (3.6km)  - （中央口站）(4.3km)
    - 公里數是從中央口站起逆時計開始設算[14]
    - 中央口站和西口站是採用西班牙式月台（2面1線）。另外，東口站和水曜廣場站設有殘疾人坡道和電梯。
    - 北口站與西口站之間設有檢修所，本線與檢修所之間設有回廠線，本線與回廠線的相交處為檢修所信號場（距離北口站0.4km）[14]。
- 車費 : 免費
- 運輸管理者 : 東京急行電鐵
- 維護管理者 : 東京急行電鐵、日立運輸東京單軌鐵路

### 彩虹索道
彩虹索道是一條連接萬博會場西口至萬國博堂之間的遊覽用索道。
規格
- 全長 : 0.87km
- 方式 : 3線自動循環式
- 纜車
  - 架數 : 22
  - 每架載客量 : 8（包含企位15）
  - 重量 : 1.4t

- 最高離地面高度 : 平均約30m
- 速度 : 每秒2m
- 所需時間 : 7.5分鐘
- 班次 : 1分鐘
- 服務時間 : 在4月28日前為9:30 - 21:00，在4月28日後9:00 - 21:30
- 車站
  - 中央站 - 西口站

- 營運公司 : 近畿日本鐵道
- 費用 : 成人200日圓，小童100日圓
- 特徴 : 中途為了讓旅客觀賞萬博場內，纜車會旋轉兩次。

### 電動步道
為了讓遊客來往不同的展覽館而建設。電動步道建設地面上5至6米的5米寬高架橋上。在橋上共有2座電動步道（來回方向各1座），步道寬0.6m至1m。而電動步道還會連接單軌鐵路車站，以方便旅客可以盡情觀賞萬博場地而不會感到疲倦。
規格
- 電動步道數量 : 在23處共有37條
- 總長度 : 3,516m
- 最長電動步道的長度 : 187.5m
- 方式 : 管狀高架式（設有空調設備，位於地上4至5m。部分路段為露天或單向通行）
- 速度 : 2.4km/h
- 使用人次
  - 每日平均 : 約100萬人
  - 累計總人次 : 約1億8300萬人

### 電動車
會場內設有電動車，當中70架是遊客專用的的士，130架是職員專用。每架電動車可載6人。
遊客專用的士
- 類別：小型四輪電動車
- 費用：頭10分鐘200日圓，隨後每5分鐘100日圓
- 營業時間：上午10時至下午8時
- 載客量：6人
- 車輛尺吋：長3.2m，寬1.42m，高1.9m
- 空車重量：820kg
- 巡航速度：6-8kg
- 動力來源：鉛酸蓄電池
- 續航距離：120km以上
- 充電時間：8小時
- 製造商：大發工業

職員專用車輛
- 費用：每日6000日圓 長期租用設有優惠，1至3個月5%折扣，4至5個月10%折扣，整個萬博會期20%折扣
- 用途
  - 報道專用：10架
  - 參展國家/地區/組織、協會業務用：120架

## 連接會場交通

### 鐵路

#### 大阪市營地下鐵、北大阪急行電鐵

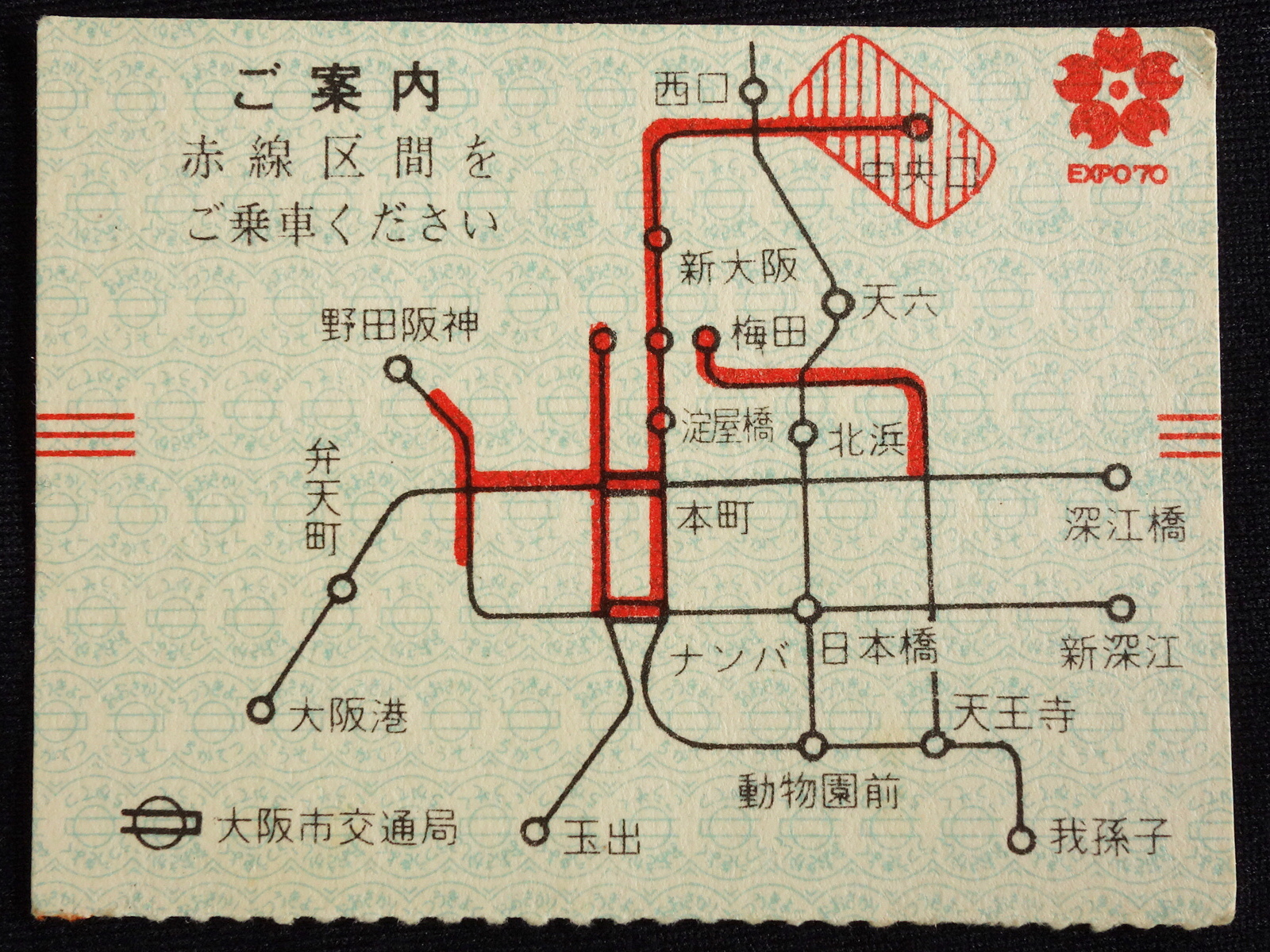
連接萬國博來回車票（大阪市營地下鐵，圖中只展示半張）

為了開發千里新城而成立了北大阪急行電鐵，從大阪市營地下鐵（現時：大阪市高速電氣軌道）御堂筋線江坂站起繼續向北建設北大阪急行電鐵。在萬博舉行期間借用了中國自動車道部分用地，以建設臨時線連接萬博中央口。在萬博開幕前的2月24日，南北線和臨時線會場線（千里中央站至萬國博中央口站）全線開業。
在舉行萬博期間，地下鐵御堂筋線與北大阪急行電鐵的直通列車於繁忙時間設有最密2.5分鐘一班列車。來往梅田站與萬國博中央口站之間需時24分，來往新大阪站與萬國博中央口站之間需時17分。御堂筋線與南北線除了擔當起運送乘客來往大阪近郊的責任外，還負責運送來自遠方的乘客，於新大阪站轉乘御堂筋線和南北線來往會場。當時據說運送了約2000至2400萬人。而萬國博中央口站至新大阪站之間車費為100日圓（當中地下鐵30日圓）。
為了應付龐大的客量，大阪市營地下鐵引入了大型車輛30系，北大阪急行電鐵也引入了2000系、7000系和8000系（第一代）（7000系和8000系在萬博完結後賣給大阪市交通局，編入至30系）。另外，曾經把2抽50系4卡編成的列車改裝為貴賓車，以防在路面惡化時使用，但是實際上沒有使用。
另外，由於大阪市內道路擠塞情況惡化，該市在1963年計劃完全廢除路面電車並建設地鐵系統。而由於決定舉行萬博，因此把計劃推前進行。使大阪市電於1969年廢除，另一方面，地下鐵路網從1965年的27.0公里，急速擴展至萬博舉行時的64.2公里。

#### 京阪神急行電鐵（阪急）
阪急千里線南千里站至北千里站之間在1969年11月10日至1970年9月14日之間開設臨時車站「萬國博西口站」，該站距離南千里站2.2公里處。
萬國博西口站在營業期間約有900萬人次使用。當時設有來自神戶本線、寶塚本線方向，於十三站折返直通的臨時列車「萬博直通」與團體專用列車。另外，也設有行走於梅田站/大阪市營地下鐵堺筋線至北千里站之間的臨時準急列車「萬博準急」。來往梅田站至萬國博西口站之間需時約30分鐘。天神橋筋六丁目站至萬國博西口站之間的車費為70日圓。
另外，會場中央大門鄰接東西走向的大阪府道中央環狀線，而中央環狀線與京都本線相交處在1970年3月8日新設南茨木站。同時在南茨木站設有穿梭巴士連接會場。在萬博舉行期間，平日特急列車會臨時停靠淡路站，假日則臨時停靠茨木市站（指定時段）。
另外，千里線在萬國博西口站結業後3年，於附近地點開設常設站山田站。

#### 日本國有鐵道（國鐵）
國鐵為了配合舉行萬博，把東海道新幹線「光」的所有編成增強至16輛。並且開設多班臨時「回聲」。根據由於很多人為了前往萬博旅行而首次乘坐新幹線，因此新幹線在當時被稱為「萬國博之移動館」。
另外，東海道本線茨木站在該時期把站房變為跨站式站房，同時建造了站前廣場，該處設有巴士連接會場。在萬博舉行期間，該站設有副站名「萬博東口站」，快速列車當時停靠該站，在萬博結束後，正式成為快速停車站。在會期期間，大阪站至茨木站之間的車費為60日圓。
另外，當時開設了1個往返班次的快速「Expo」號，行走於名古屋站至新大阪站之間。3個往返班次的快速「萬博」號，行走於河瀨站至茨木站之間和茨木站至西明石站/網干站之間。快速「Expo」號停靠名古屋站、尾張一宮站、岐阜站、大垣站、米原站、彥根站、草津站（只有下行班次）、大津站、京都站、茨木站和新大阪站，全車為指定席。快速「萬博」號停靠河瀨站至京都站之間各站、高槻站、茨木站、新大阪站、大阪站、蘆屋站、三之宮站、元町站、神戶站、兵庫站、明石站、大久保站至網干站之間各站停車。西明石站到發的班次停靠西明石站。
快速「萬博」號使用113系行走，該113系列車原本在東京的橫須賀線上行走。雖然當時轉為於關西上行走，但是車身顏色沒有改為湘南色，而是繼續使用須賀色。在萬博完結後，該113系開始行走「新快速」。
此外在新幹線方面，曾經開設從大阪站出發前往三島站的臨時「回聲」號列車，該列車在三島站可轉乘前往東京站的臨時夜行急行列車「萬博回聲」。
在1969年9月14日至1970年10月13日之間，運送萬博展品的鐵路貨運費用設有八折。

#### 特別企劃車票
以下為一些在萬博期間的特別企劃車票。
「萬國博紀念回遊券」
車費為出發地（除了關西、名古屋地區外）至關西地區之間的來回車費。而乘客可於東海道本線草津站以西、山陽本線明石站以東、和田岬線、福知山線寶塚站以南、關西本線木津站以西、阪和線鳳站以北、山陰本線龜岡站以南、奈良線、大阪環狀線和櫻島線範圍內無限次乘坐。
「萬國博紀念」
在三島至名古屋地區之間，作為旅行推薦的形態發售，該車票包含從出發地至萬國博中央口站之間的車票（以一張車票包含整個旅程）（エック是「經濟券」日文「エコノミークーポン」的簡稱）。
「萬國博紀念車票」
來往大阪、天王寺、福知山、岡山各地區至大阪之間的來回優惠車票。
「萬國博PREK」
為關西地區的居民與企業經營者，向其居住在故鄉的父母與當地的顧客送贈萬國博旅行「禮券」為概念而設的套票，當中套票名稱「PREK」是取自「禮券」日文「プレゼントクーポン」的簡稱「プレック (PREK)」。套票包含來往全國主要都市的來回車票、特急券，以及萬國博入場券和車站接送用免費入場券。只限在關西地區發售。
另外，阪神電氣鐵道和京阪電氣鐵道等其他鐵路公司也有販賣來回優惠車票，以一張車票的型式住返大阪市營地下鐵、北大阪急行電鐵、京阪神急行電鐵「萬國博中央口站」和「萬國博西口站」。大部分車票可以選擇於「中央口」或「西口」上下車，當中只需支付「中央口」與「西口」之間的車費差額便可於任何一座車站上下車。

### 巴士

#### 高速巴士
高速巴士方面，設有高速公路巴士，從名古屋站經名神高速道路前往中央口的所需時間為2小時20分。此外，原本行走於名古屋站至大阪站之間的夢號定期班次將會繞經中央口，同時增加班次。

#### 巴士路線
在茨木市範圍內，阪急巴士、近畿日本鐵道（現時：近鐵巴士）和京阪自動車（現時：京阪巴士）三間公司均設有頻密的巴士路線來往會場至阪急茨木市站、南茨木站或國鐵茨木站之間（京阪自動車只前往茨木市站、茨木站）。另外，也有一些一般巴士路線途經中央環狀線，來往府內各地。當中，國鐵茨木站來往會場的巴士路線之所需時間只需7分鐘，可是由於客量十分多，在繁忙時間每19秒一班。在這個頻密班次中，國鐵茨木站的12個巴士站位，會場東口的10個巴士站位均用作該路線的巴士停靠。另外，在1970年3月5日至9月15日之間於會場東口中，各巴士公司均派遣職員至該處的臨時營業所（名為「萬博營業所」，地址：吹田市大字山田小川29-1），致力改善萬博的交通安排。
- 國鐵茨木 - 會場東口（阪急、近鐵、京阪聯營）[36][32][33]
- 阪急茨木 - 會場東口（阪急、近鐵、京阪聯營）[36][32][33]
- 阪急南茨木 - 會場中央口（阪急、近鐵聯營）[36][32]
- 大阪國際機場 - 會場中央口（阪神電鐵（日语：阪神バス）、大阪空港交通（日语：大阪空港交通）聯營）[31]。

另外在萬博會期期間，曾經設有來日本各處直接來往會場的巴士路線，平日每日共有148.5班，假日152.5班巴士班次。
- 日急（日语：名古屋観光日急）、日本高速（日语：名阪近鉄バス）、國鐵（日语：国鉄バス）：名古屋（大阪、神戶系統會在名神吹田IC前往會場）
- 國鐵：富士（靜岡縣）
- 近江鐵道：長濱北中前、八日市町
- 富士急行：京都・都酒店、神戶港、京都ORIENTAL HOTEL（外國人專用）
- 近鐵：河內松原站[32]
- 京阪：守口站（現時：守口市站）[38]
- 神姬巴士（日语：神姫バス）：柏原、西脇、三田
- 神戶電氣鐵道（現時：神戶電鐵（日语：神鉄バス））：三田站前、下山口、有馬町
- 奈良交通（日语：奈良交通）：五條BC（日语：五条バスセンター）、上市、八木站、天理站、奈良三條川崎町[39]
- 大阪空港交通：皇家酒店前（日语：リーガロイヤルホテル）、機場、機場、京都酒店（日语：京都ホテル）前、京都日航前、機場（機場=伊丹機場）
- 伊丹市交通局（日语：伊丹市交通局）：阪急伊丹站
- 名古屋鐵道（日语：名鉄バス）：名古屋
- 豐橋鐵道：豐橋
- 岐阜乘合自動車（日语：岐阜乗合自動車）：新岐阜（日语：岐阜バスターミナル）
- 名古屋近鐵巴士（日语：名阪近鉄バス）：大垣

此外，還有一些由旅行社開設的旅行團巴士從中國、四國等全國各地直接前往會場。

### 航空

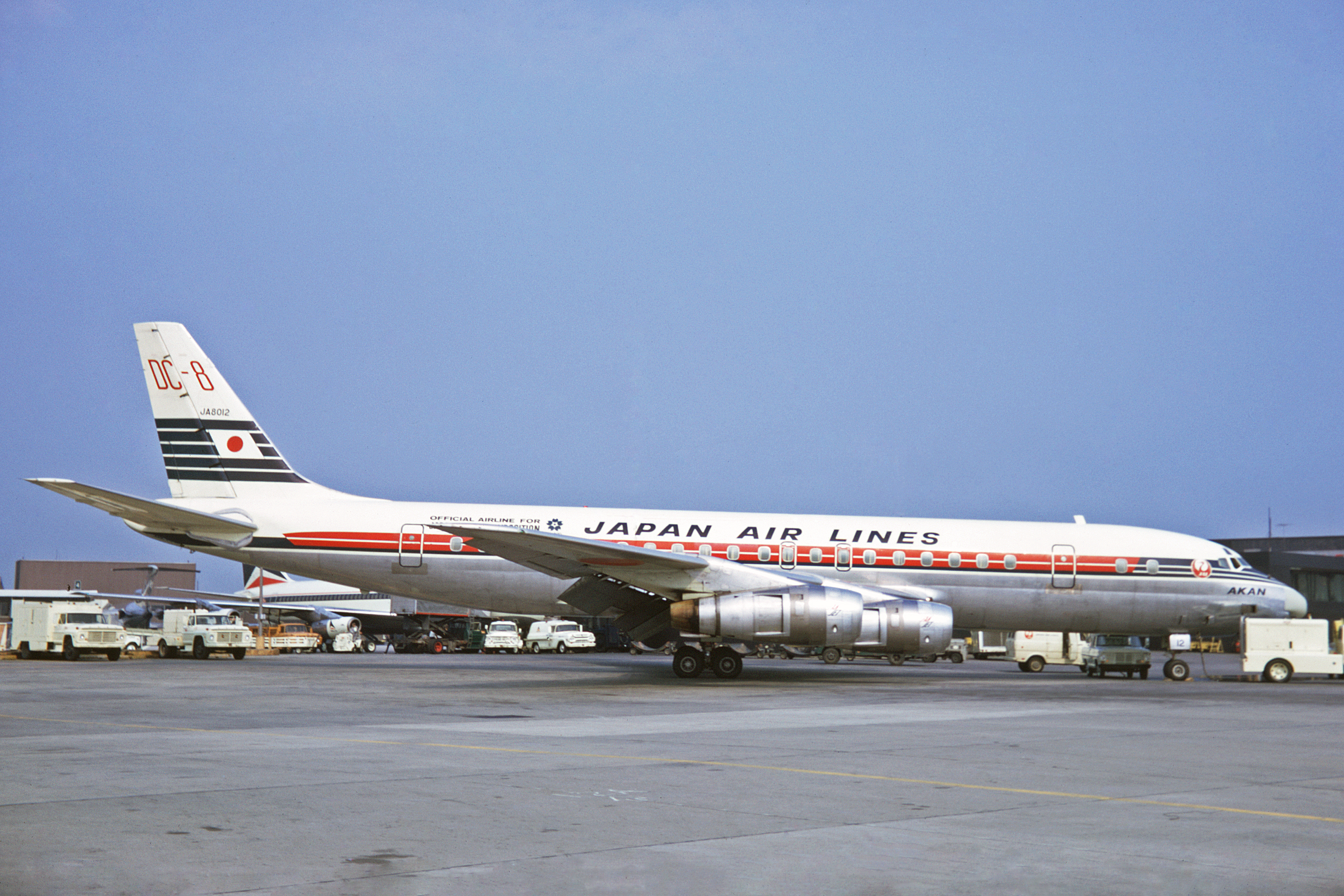
印上「日本萬國博覧會官方航空公司」圖案的日本航空DC-8-53（JA8012）

為了配合萬博，大阪國際機場進行了擴展工程與相關工程，包括建造一條3000米長的跑道、新的停車場、停機坪、通信設備和照明設備，使大阪國際機場的規模媲美東京國際機場。
日本航空作為「官方航空公司」，機乎所有飛機上均印上萬博標誌，也為訪日的外國人觀光客舉辦國內旅行團。在開幕前年的7月5日至11月27日，日本航空贊助了「EXPO大篷車隊」，率領職員和空中服務員到海外24個國家70座城市進行推廣工作，以吸引國外旅客到達日本參觀萬博。
在1970年3月1日至9月30日，即萬國舉行期間前後，日本航空為了從海外到訪萬博的旅客而開設包機班次，當中可容許讓旅行團體包機、可容許2組旅客包同一架飛機，以及為萬博目的而開設的包機班次沒有限制，在當時共有242個包機班次。
在日本航空的提議下，國際航空運送協會允許讓展出於萬博中的用品（出售商品除外）提供運費拆扣優惠，在45kg至100kg的貨物中，在1969年4月1日至翌年9月1日期間，去程班次的運費有約50%（亞洲和大洋洲）/65%（其他地區）折扣。在1970年4月1日至12月31日，回程班次的的運費有約65％折扣。另外在當時也有為萬博而設的貨運包機班次。

### 船路
在萬博期間，國內外旅客會乘座客輪到訪大阪。為此，大阪灣內的港口設施進行了翻新。大阪港內，於中央碼頭北岸建設多一個可容納3萬噸級的客輪泊位和上蓋。在天保山建設多一個可容納5000噸級的客輪泊位。在安治川1號的碼頭進行翻新，使可提供2個1萬噸級的客輪泊位。在神戶港建設了新的碼頭、翻新旅客設施和進行填海工程。在萬博舉行期間，於大阪港停泊的國外客輪共有44架，運載5,020名旅客，國內客輪共有245架，運載54,405名旅客。在神戶港接待了13,894名國外客前往萬博。在神戶港作為母港的關西汽船和加藤汽船在萬博期間的客量有所上升。

## 其他
- 在萬博舉行期間，近畿日本鐵道（近鐵）進行了一些改善工程，以吸引萬博的觀光客可順道乘坐近鐵前往伊勢志摩和奈良。工程包括開通難波線和鳥羽線，近鐵奈良站地下化，志摩線進行改善工程，以及加強近鐵特急網[46]。
- 在1966年至1970年期間，名阪國道、西名阪自動車道和東名阪自動車道相繼開通。使在萬博期間，連接名古屋市至大阪市之間的高速公路網已經完成。在1969年，東名高速道路開通後，連接首都圈和京阪神之間的高速公路也完成。另外在名神高速道路開通當初，名神吹田交流道（日语：吹田ジャンクション）還未有計劃開設，而連接萬博會場的交流道當時只有茨木交匯處（日语：茨木インターチェンジ）一處，由於該交流道不足以應負當時的交通需求，因此當時便立刻開設名神吹田交匯處。
- 在整個萬博展期中，最多人次入場的日期是1970年9月5日（835,832人[47][48]）。截至當日尾班車（日语：終電）出發一刻，由於會場與周邊還有約10萬人聚集[49]。北大阪急行臨時把尾班車延長至凌晨1時20分[49]，阪急臨時把尾班車延長至凌晨2時[50]。因此當晚不單只千里線、京都本線，在十三站轉乘的神戶本線和寶塚本線於當天的營運時間也延長了[50]。受到這個事件影響，翌日9月6日起，萬國博覧會協會決定在下午5時起停止入場，而北大阪急行北行班次在黃昏後只前往千里中央站，隨後該列車會以不載客班次的名義前往萬國博中央口站以接載離開會場的乘客[49]。
- 在萬博完結後20年的1990年，大阪單軌鐵路開業。在該20年間，從千里中央、茨木方向前往萬博紀念公園的主要交通工具都是巴士。

## 注腳